# Royal Purple
Royal Purple, Inc. er en amerikansk virksomhed, der producerer smøremidler til bl.a. biler og motorcykler samt industrielt og maritimt brug. Virksomhedens produkter sælges prmiært under varemærket Royal Purple. 
Virksomheden blev grundlagt i 1986 og har hovedkontor i byen Porter i Texas.

## Eksterne links
- Virksomhedens hjemmeside

| Firma | Spire Denne artikel om et firma eller en virksomhed i USA er en spire som bør udbygges. Du er velkommen til at hjælpe Wikipedia ved at udvide den. |